# Christoph Graupner

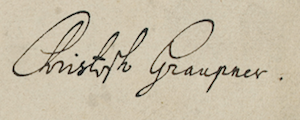
Signo de Christoph Graupner.

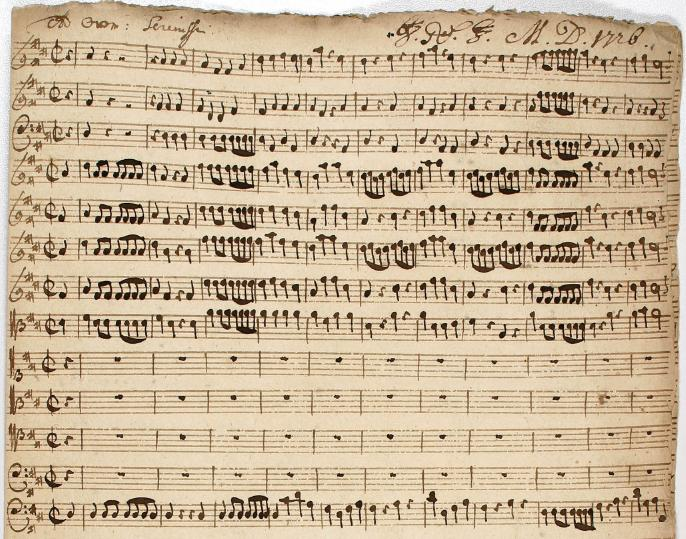
Cantata compuesta en 1726.

Christoph Graupner (Kirchberg, Sajonia, 13 de enero de 1683 - Darmstadt, Hesse, 10 de mayo de 1760) fue un prolífico compositor alemán, célebre por la excelente caligrafía de sus autógrafos y copias. En sus composiciones destacan su nivel de invención y originalidad, era un hombre vivaz, apasionado, culto y de gran experiencia profesional.

## Biografía
Christoph Graupner fue uno de los más estimados compositores de su tiempo, al igual que sus contemporáneos Händel y Telemann. Es también contemporáneo de Johann Sebastian Bach, y amigo de otros maestros de gran renombre, como Heinichen y Fasch.
Concluye sus estudios en Leipzig con Johann Kuhnau, predecesor de Bach en la iglesia de Santo Tomás. Graupner dejó la ciudad en 1705 para ocupar el puesto de clavecinista de la orquesta de la Ópera de Hamburgo, dirigida por Reinhard Keiser; Händel era violinista de esa misma orquesta.
Graupner compuso varias óperas que tuvieron un gran éxito de público y participó además en la composición de otras tres en colaboración con Keiser, figura dominante de la ópera alemana.
En 1709 aceptó un puesto en la corte de Hesse-Darmstadt, llegando a ser en 1711 director de orquesta y compositor de la misma. En marzo de 1723, no llegó a ocupar al puesto de Kantor (director) de la Escuela de Santo Tomás de Leipzig, dado que le pagaron sus adeudos en Darmstadt. Esto permitió a Johann Sebastian Bach acceder a aquel nombramiento de manera oficial el 5 de mayo de 1723. Graupner mencionó a Bach en su renuncia.
Graupner pidió que toda su obra fuera destruida después de su muerte, lo que provocó una batalla jurídica entre sus herederos, finalmente quedó bajo propiedad de la corte de Darmstadt, actualmente son propiedad del estado federado de Hesse.
Fue célebre también por su excelente caligrafía en sus autógrafos y copias: «Sus partituras manuscritas son tan bellas que parecen grabados» (Johann Mattheson), 1740), se han conservado copias de obras de contemporáneos suyos —Vivaldi, Telemann, Fasch, Stamitz y otros— manuscritas por él. Fue ésta una práctica muy común entonces, cuando apenas circulaban las ediciones impresas. Sabemos que Bach copió música de compositores tanto anteriores como contemporáneos, un procedimiento a través del cual se estudiaban los recursos y técnicas de otros maestros, y a menudo se utilizaban para hacer transcripciones.

## Su obra

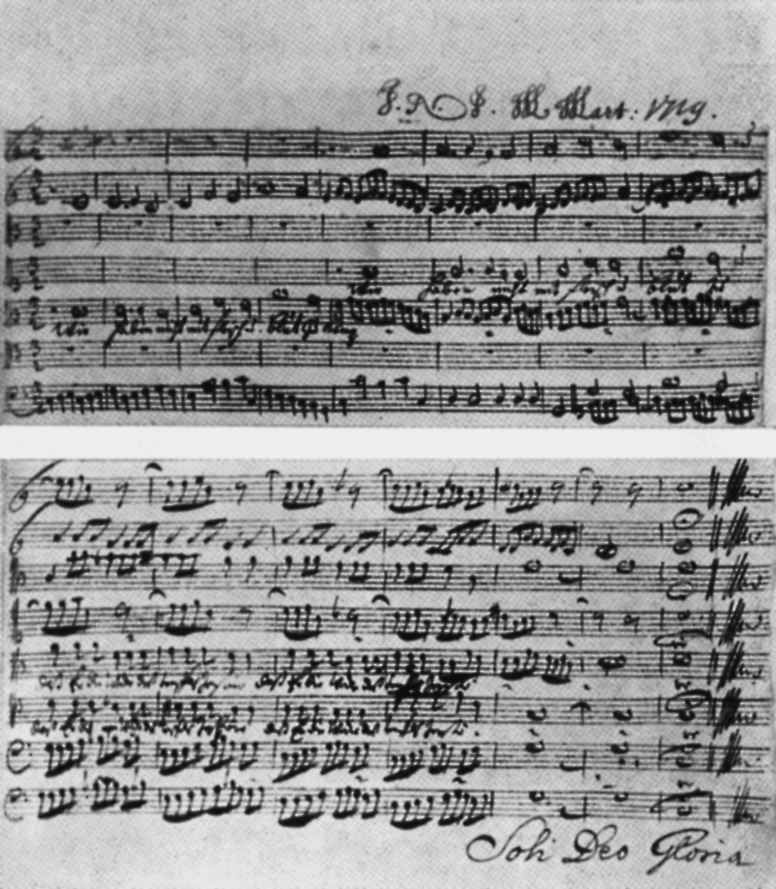
Partitura autógrafa de su cantata Wir haben nicht mit Fleisch und Blut zu kämpfen.

### Las partitas (o suites) para clave
Sus obras se caracterizan por el uso de casi todos los instrumentos, a excepción del órgano, en el que improvisaba. En sus obras orquestales y en su música de cámara dio el papel principal a los instrumentos de viento, los de lengüeta y flautas dulces, lo que demuestra su búsqueda tímbrica.
Destacan la calidad y originalidad de su música, en su estudio sobre J. S. Bach, (1884-99), Philipp Spitta menciona la importancia de Graupner y su habilidad en la utilización del contrapunto, un extremo destacado igualmente por numerosos teóricos contemporáneos. Creó una obra monumental por el número de sus composiciones (más de dos mil), pero al mismo tiempo es imaginativa y lleva la huella de sus dotes musicales. Además de sintetizar las corrientes nacionales del Barroco, exploró nuevas tendencias estilísticas.
En su obra para clave suma en total cuarenta y una partitas y tres piezas sueltas. En edición moderna se han publicado sólo siete partitas, cuatro de las cuales se hallan actualmente agotadas.
En estas composiciones emplea casi siempre el estilo francés, pero también encontramos en ellas, sobre todo en las arias, rasgos estilísticos procedentes de las formas instrumentales italianas. En su música se puede observar un innegable gusto por el contrapunto, apreciado por los alemanes, en especial en las gigas.
Además de las danzas tradicionales (alemanda, courante, sarabanda, minueto y giga), sus partitas incluyen movimientos poco comunes en el repertorio de la época, como la «loure »y el «sommeil», este último marcado por su naturaleza melancólica y recogida, procedente de la ópera francesa. Lully acudió a esta especie de preludio, que adquirió un carácter instrumental con Destouches y sus contemporáneos. Los movimientos de las partitas varían entre cinco y catorce.
Graupner compuso sarabandas con desarrollos al estilo de las arias con variaciones para clave que asociamos a Händel. Pero su fecundidad inventiva es notable sobre todo en las courantes. En ellas se mezclan con la más perfecta originalidad las características de la courante francesa y la corrente italiana (bastante diferentes, sin embargo). Graupner se manifiesta sin complejos en estas piezas en el tono juguetón que permite reconocerlo.
Al leer sus partitas, nos asombra realmente. No hay duda de que Graupner la música para clave ocupa un lugar especial en su catálogo, sobre todo por dos motivos. En primer lugar, porque, a diferencia de las demás piezas de su inmensa producción, no fue compuesta por obligación sino, más bien, por placer y como expresión espontánea de un talento personal. Y en segundo lugar, porque 21 de las 41 partitas que han llegado hasta nosotros salieron a la luz en tres colecciones grabadas por su propia mano, lo que constituye un hecho singular en su producción musical. Esas ediciones originales constituyen documentos de valor inestimable, trabajados con precisión y esmero y considerados por el compositor dignos de ser difundidos. Sus títulos son los siguientes: Partien auf das Clavier (Partitas para clave), Darmstadt 1718; Monatliche Clavier Früchte (Frutos mensuales para clave), Darmstadt 1722; y Vier Partien auf das Clavier unter der Benennung der vier Jahreszeiten (Cuatro partitas para clave con el título de las cuatro estaciones), Darmstadt 1733.
Las demás piezas clavecinísticas de Graupner existen en forma de manuscritos o de autógrafos. Se trata de un grupo de 17 partitas copiadas por Samuel Endler y conservadas en el Livre de clavecin de Darmstadt (que incluye también partitas de Telemann y Händel).
Utiliza la alternancia entre las manos para la ejecución de passaggi (transiciones), frecuentes en sus piezas, y los cruces de manos. Estos dos elementos de la técnica del clave en el siglo XVIII aparecen descritos en el prólogo de la edición de 1724 de las Pièces de clavecín de Rameau, que las denomina respectivamente roulement y batterie. Graupner explica el roulement (alternancia entre las manos), tal como lo describe Rameau en el prólogo a su edición de 1718 (con la única diferencia de que, en vez de emplear las letras D para mano derecha y G para mano izquierda, utiliza R, para rechts —con la derecha— y L, para links —con la izquierda).
En cuanto a la batterie (cruce de manos), Graupner la emplea en el Aria compuesta hacia 1722, Bach utilizará también el cruce de manos en la giga de la primera partita, escrita en 1726. En Domenico Scarlatti, el cruce de manos, técnica asociada a su nombre, será un componente importante de su escritura entre 1720 y 1755.
En la colección de 1718 hallamos a un Graupner clavecinista virtuoso, enamorado del teclado y compositor erudito.
Graupner creó obras de gran fuerza y originalidad utilizando su imaginación y su capacidad para unificar los movimientos de una partita.

### Música religiosa
Graupner compuso cantatas para la capilla palaciega, donde había un órgano construido por el hamburgués Christian Vater (1679-1756). Las cantatas se dividen, según la costumbre, en ciclos anuales. Al principio, Graupner realizó aquella labor alternando con Wolfgang Carl Briegel, entonces maestro de capilla, hasta la muerte de éste, ocurrida en 1712, y posteriormente con Gottfried Grünewald, amigo suyo y antiguo colega en Leipzig y Hamburgo. Grünewald, que poseía una notable voz de bajo. A continuación, Graupner se ocupó a solas de la producción religiosa para la corte.
El número total de cantatas de Graupner, conservadas principalmente en autógrafo en la ciudad de Darmstadt, es de 1.418. Entre su producción se cuentan 47 cantatas escritas para un bajo —destinadas al vicemaestro de capilla, Gottfried Grünewald, para quien también escribieron cantatas y papeles de ópera Kuhnau, en Leipzig, y Keiser, en Hamburgo— y otras 47 para soprano solista. Estas últimas fueron compuestas para Johanna Elisabeth Döbricht (1692-1786), esposa del violagambista Hesse, y estaba considerada la mejor soprano de Alemania, esta ciudad era, junto con Hamburgo, el único lugar de Alemania donde se permitía a las mujeres cantar en la iglesia.